# Agum II
Agum II ou Agum kakrime (le sens du second terme qui est une épithète est débattu) est un roi kassite, inconnu des textes de son règne, qui serait monté sur le trône vers le début du XVIe siècle av. J.-C. La tradition postérieure, représentée notamment par la liste royale babylonienne, fait de lui le neuvième ou dixième roi de la dynastie kassite et le premier roi de celle-ci à avoir effectivement régné à Babylone, succédant à la dynastie amorrite dont le dernier roi, Samsu-ditana, a été vaincu par les Hittites qui ont pris et pillé sa capitale en 1595 av. J.-C.. Selon un texte du VIIe siècle av. J.-C. retrouvé à Ninive en Assyrie et qui se présente comme une copie d'une inscription d'Agum II, celui-ci aurait réussi à ramener les statues de culte du couple divin tutélaire de Babylone, Marduk et Sarpanitu, qui avaient été emportées lors du pillage de la ville. Le texte dit qu'il les a fait venir du pays des Hanéens, situé sur le Moyen-Euphrate autour de Terqa, et non pas du pays des Hittites. La réalité de cet événement est impossible à prouver. Si Agum II a effectivement existé, il devait être un chef de tribu kassite dirigeant une partie de la Babylonie. La domination kassite sur cette région s'établit progressivement, et ce n'est que pour les règnes des rois suivants que l'on dispose de traces un peu plus claires de ce phénomène qui nous échappe.